# Blauneria quadrasi
Blauneria quadrasi is een slakkensoort uit de familie van de Ellobiidae. De wetenschappelijke naam van de soort is voor het eerst geldig gepubliceerd in 1895 door Möllendorff.